# Ruth Caro

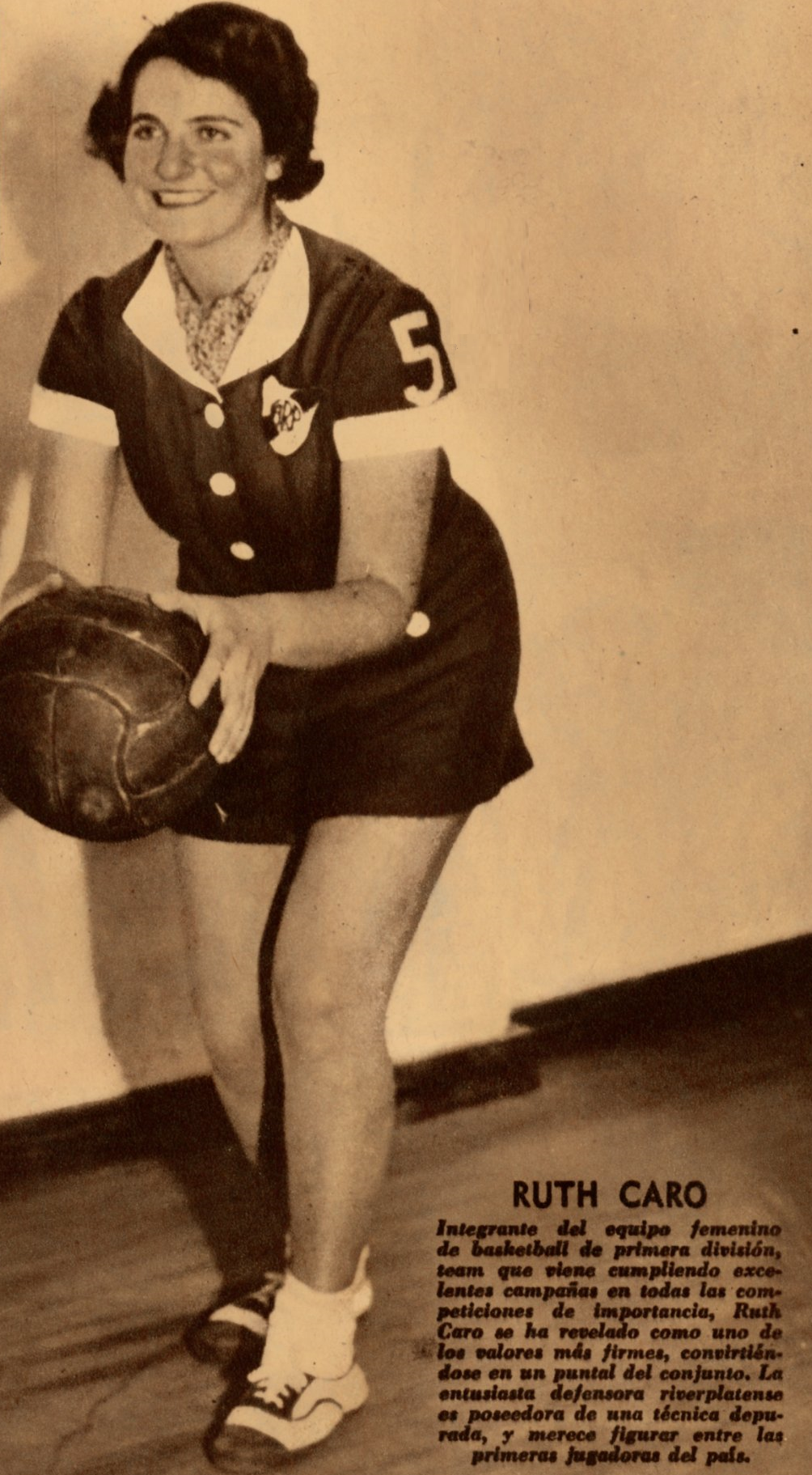
Ruth Caro en 1943, en la revista Banda Roja, durante su etapa como basquetbolista de River Plate.

Ruth Caro (24 de marzo de 1916 - 20 de agosto de 2009) fue una atleta argentina nacida en Alemania. Comenzó a practicar deporte en su país natal, durante la República de Weimar, pero luego, debido al contexto general del nazismo, y a que ni ella ni su hermana Ilse Caro, también atleta, podrían participar de los Juegos Olímpicos de 1936 por su condición de judías, ambas terminaron exiliándose. Luego de vivir unos años en Gran Bretaña, arribó a la Argentina, país al que llegaría a representar en dos Campeonatos Sudamericanos de Atletismo. A nivel local, compitió por más de una década para el Club Atlético River Plate.
En el Campeonato Sudamericano de Atletismo de 1939, celebrado del 25 al 28 de mayo en Lima, Perú, consiguió dos medallas de oro, una en lanzamiento de bala y otra en lanzamiento de jabalina. En ambos eventos su compatriota Kate Fastner obtuvo a su vez la medalla de bronce.
Esto dijo el medio brasileño Sport Illustrado sobre la participación de Ruth Caro:

Tan popular como Olga Tassi, pertenece al "Club Athletico River Plate" (sic). Participó de las pruebas de lanzamientos de PESO y JABALINA como titular, ganando ambas, la primera con 11ms.225 y la segunda con 36ms.845, marcando récord sudamericano en tiro de peso. Actuó además en DISCO, como suplente. En jabalina ya tiene el récord sudamericano con un lanzamiento de 38ms. 925/ marcado en el torneo de selección del 30 de abril último. En peso su mejor lanzamiento era de 11 ms.2
Sport Illustrado, 14 de junio de 1939

En el Campeonato Sudamericano de Atletismo de 1941, celebrado en Buenos Aires, Argentina, consiguió una medalla de oro en lanzamiento de jabalina.
En la década de 1940 compitió también en básquetbol para el Club Atlético River Plate. Era defensora y usaba la camiseta número 5.
Luego, en 1946 emigró a los Estados Unidos junto a su hermana Ilse Caro. Vivieron en Toms River, Nueva Jersey, y en 2007 se mudaron a Glen Mills. Su apellido de casada fue Politzer.